# Sclerogibba magrettii
Sclerogibba magrettii is een vliesvleugelig insect uit de familie van de Sclerogibbidae. De wetenschappelijke naam van de soort is voor het eerst geldig gepubliceerd in 1913 door Kieffer.